# Дорнер, Кристофер
Кристофер Дорнер (англ. Christopher Dorner; 4 июня 1979, Нью-Йорк, США — 12 февраля 2013, Анджелюс-Оакс, округ Сан-Бернардино, штат Калифорния) — бывший полицейский Департамента полиции Лос-Анджелеса, лейтенант Военно-морских сил США в резерве, подозреваемый в четырёх убийствах и двух покушениях на убийство на территории Южной Калифорнии. Полицейская облава на Дорнера стала самой крупной в истории Департамента полиции Лос-Анджелеса, она охватила территорию четырёх штатов: Калифорнии, Невады, Аризоны и Нью-Мексико.
Дорнер был искусным стрелком. За меткость получил знаки отличия, включая медаль. Служил в ВМС США в подразделении, занимающимся боевыми действиями под водой. Прошел службу в Афганистане. Был прекрасно натренирован, в том числе и как полицейский. 

## Работа в полиции и связанные с ней события
Начав работать полицейским в Департаменте полиции Лос-Анджелеса, Дорнер столкнулся с расизмом, садизмом, беспричинным насилием, круговой порукой, коррупцией и другими пороками в Департаменте. Он стал писать рапорты на своих коллег. Его переводили с места на место. В 2008 (по другим данным — 2009) году Дорнера уволили из полиции за ложное обвинение женщины-полицейского в ударе в лицо лежащего на полу задержанного в наручниках. Опрошенные сотрудники гостиницы, в которой произошло это задержание, заявили, что не видели удара, не подтвердил его и сам задержанный, когда его опрашивала полиция. Однако позже он рассказал своему отцу, что его ударили.
Дорнер опротестовал увольнение в суде. Суд оставил административное решение Департамента полиции в силе. В 2011 году его апелляция на решение суда была оставлена без удовлетворения.
В начале 2013 года Дорнер опубликовал в Интернете свой манифест, в котором заявил, что его увольнение было несправедливым, и угрожал насилием всем людям, связанным с полицией Лос-Анджелеса. Дорнер объявил, что будет убивать своих бывших сослуживцев, членов их семей и прочих «плохих людей», с которыми ему пришлось столкнуться в жизни. В манифесте он приводит список своих жертв и призывает «людей доброй воли» следовать его примеру. Он указал, что прекрасно осведомлён о полицейских методах поимки таких как он, и поэтому неуловим. Смерти он не боится: «Терять мне уже нечего, полицейское управление меня и так всего лишило».
3 февраля 2013 года Дорнер застрелил дочь одного из своих бывших коллег и её жениха. 6—7 февраля он убил полицейского и ранил ещё двоих, после чего на машине добрался до горного лесного массива. Дорнер сжёг машину и пустился в бега.

## Полицейская облава на Дорнера
Будучи афроамериканцем, Дорнер пользовался сочувствием и поддержкой чернокожих, а также некоторых других слоев населения, в то время как полиция Лос-Анджелеса, напротив, имела у этих социальных групп дурную репутацию. Эти обстоятельства крайне затрудняли поимку Дорнера.
Несколько дней поисков ничего не дали. Полиция взяла под охрану дома около 40 человек, которым могла угрожать опасность.
Несущие охрану полицейские дважды обстреливали людей, не имевших никакого отношения к Дорнеру. В первом инциденте они рано утром обстреляли пикап, ехавший с выключенными фарами. Ранения получили находившиеся в автомобиле две женщины, развозившие утреннюю газету. Им потребовалось лечение в больнице. Местный житель заявил, что они всегда развозили газету с выключенными фарами, чтобы не будить светом людей. Через 15 минут после первого инцидента полицейские таранили сзади и обстреляли пикап молодого человека, который ехал покататься в океане на доске перед работой. Он избежал огнестрельных ранений, но был травмирован при таране. В обоих случаях обстрелянные автомобили не совпадали с ориентировкой ни по модели, ни по цвету.
10 февраля 2013 года власти Калифорнии объявили награду в размере 1 миллион долларов США за информацию, ведущую к поимке Дорнера. Эта цифра является самой большой в истории Лос-Анджелеса. Одновременно с объявлением награды действия Дорнера были квалифицированы как «внутренний терроризм».
12 февраля две домработницы пришли убирать дом на Клаб-Вью-Драйв, примерно в пяти милях от Биг-Беар. Они обнаружили там человека, похожего по описанию на Дорнера. Власти полагают, что он скрывался там длительное время. Он связал этих женщин и уехал на фиолетовом «Ниссане» примерно в 12:15 утра. Одной из них удалось освободиться и вызвать полицию.

### Погоня по горячему следу
Примерно в 13:45 12 февраля подозреваемый, управляя украденным «Ниссаном», разминулся с машиной с охотоинспекторами. Те бросились в погоню за ним по обледенелым горным дорогам. В ходе погони подозреваемый разбил украденную машину и угнал пикап местного жителя. После стрельбы по преследователям, один из которых открыл ответный огонь, он съехал с дороги, бросил пикап и убежал по снегу. На подозреваемом был камуфляж и бронежилет.
К погоне присоединились помощники шерифа. Около 16:20 Дорнер забаррикадировался в одном из домиков в районе горнолыжного курорта Биг-Беар к востоку от Лос-Анджелеса. Началась перестрелка. Дорнер ранил двух помощников шерифа. Их обоих авиацией эвакуировали в больницу, где один из них умер.
Правоохранительные органы вызвали технику для поочередного разрушения стен домика. Спецкоманда SWAT разбила окна и забросила в домик контейнеры со слезоточивым газом, которые при использовании выделяют тепло. Вскоре в домике возник пожар. Причина пожара неизвестна. По словам одного из руководителей правоохранителей, намерения вызвать пожар не было.
На пепелище были найдены обгоревшие останки человека, которые были переданы криминалистической экспертизе для опознания. До опознания останков Дорнера почти все принятые в связи с нападениями меры безопасности оставались в силе. Дорнер был официально однозначно опознан по зубам.

## Личная жизнь
У Дорнера не было детей, согласно судебным записям, его жена подала на развод в 2007 году.